# Tarachidia fumata
Tarachidia fumata là một loài bướm đêm trong họ Noctuidae.